# دوغ بورغوم
دوغ بورغوم (بالإنجليزية: Doug Burgum)‏ هو سياسي أمريكي عضو في الحزب الجمهوري ولد في 1 أغسطس 1956،يشغل حالياً منصب حاكم ولاية داكوتا الشمالية.